# 2688 Галлей
2688 Галлей (2688 Halley) — астероїд головного поясу, відкритий 25 квітня 1982 року.
Тіссеранів параметр щодо Юпітера — 3,185.